# Ambrożew
Ambrożew is een plaats in het Poolse district  Łęczycki, woiwodschap Łódź. De plaats maakt deel uit van de gemeente Góra Świętej Małgorzaty en telt 340 inwoners.